# Faust and Marguerite
Faust and Marguerite er en amerikansk stumfilm fra 1900 af Edwin S. Porter.